# Smartboard
Et SmartBoard er en interaktiv tavle, men kun én af to board, hvor tavleoverfladen er trykfølsom. Dette betyder, at man kan klikke/tegne/skrive på boardet, og derved er uafhængig af diverse penne og andet "værktøj".
Fordelene ved anvendelse af Smartbord i undervisningen er mange, men én af dem, er den vidensdelingsplatform, som er tilgængelig for alle. Der kræves dog, at man opretter sig som bruger, men det er gratis, og herefter er der adgang til mange undervisningsmoduler udarbejdet og afprøvet af andre undervisere. Det eneste, der reelt kræves, er, at man har installeret smartboards notebook-software.
SmartBoard'et kan også bruges til at vise diasshows på, så man er fri for at hente en projektor hver gang eller man bliver helt fri for den kedelige planche, man så ofte har set. SmartBoardet kan også bruges til at se film på, f.eks. klip fra YouTube eller dvdfilm.